# Sándor Takács
Sándor Takács (nom de naixement: Károly Sydlauer), (Miskolc, Àustria-Hongria, 10 de febrer de 1893 - Budapest, 22 d'abril de 1932), va ser un jugador d'escacs hongarès.

## Resultats destacats en competició
El 1922, va ser 13è a Viena, (el segon Campionat d'Àustria - no oficial, el campió fou Akiba Rubinstein). El 1924, va quedar 6è a Meran, amb victòria d'Ernst Grünfeld. El 1925, va guanyar el Torneig de Budapest, per davant de Lajos Steiner. El 1926, va ser 3r-5è (empatat amb Hans Kmoch i Rubinstein), al torneig individual 1st FIDE Masters celebrat simultàniament a l'Olimpíada d'escacs de 1926 a Budapest, amb triomf conjunt de Mario Monticelli i Grünfeld. El 1927, va quedar 8è a Viena (victòria de Grünfeld). El 1927, va ser 5è a Kecskemét, amb triomf d'Aleksandr Alekhin. El 1928, va aconseguir la victòria, juntament amb Grünfeld, al Memorial Leopold Trebitsch de Viena.
Al Congrés Internacional de Hastings de nadal de 1928/29, hi va aconseguir el triomf, juntament amb Frank James Marshall i Edgar Colle. El 1929, va ser 3r-5è a Rogaška Slatina (Rohitsch-Sauerbrunn), un esdeveniment guanyat per Rubinstein, a qui Takacs va derrotar en el seu enfrontament individual. En 1929/30, va ser 4t-7è a Hastings, amb victòria de José Raúl Capablanca. El 1930, va quedar 2n-3r amb Daniel Noteboom, i victòria de Savielly Tartakower, a Rotterdam (quadrangular). El 1930, va ser 2n-3r, juntament amb Arthur Dunkelblum, i triomf de Salomon Flohr, a Anvers.
Takács va representar Hongria en el segon tauler (+6 -3 =5) a la III Olimpíada d'escacs, a Hamburg el 1930, on el seu equip va guanyar la medalla d'argent.

## Partides notables
- Sándor Takács - Richard Réti. Viena, 1923.

1.Cf3 Cf6 2.g3 d6 3.d4 c6 4.Ag2 h6 5.0-0 Af5 6.h3 Cbd7 7.Cbd2 Dc7 8.Te1 Ah7 9.b3 g5 10.e4 Ag7 11.Ab2 0-0 12.h4 g4 13.Ch2 h5 14.Chf1 e5 15.Cc4 Tfd8 16.dxe5 Cxe5 17.Cxe5 dxe5 18.Dc1 Cd7 19.Ce3 Ah6 20.Dd2 f6 21.De2 Cf8 22.f3 gxf3 23.Axf3 Db6 24.Df2 Td7 25.Cf5 Ad2 26.Te2 Ag6 27.Ce7+ Rg7 28.Cxg6 Rxg6 29.Rg2 Dxf2+ 30.Txf2 Ce6 31.Ae2 Ae3 32.Tf3 Ad4 33.Td1 Tad8 34.Ac1 Ac5 35.Tdf1 Tf8 36.Tf5 Cg7 37.T5f3 Ce6 38.c3 b5 39.Rh3 Ae7 40.Tf5 Cg7 41.T5f3 Tfd8 42.Ae3 Ce6 43.Tf5 Cg7 44.T5f2 Ce6 ½-½
- Sándor Takács - Akiba Rubinstein. Merano, 1924.

1.Cf3 d5 2.c4 d4 3.e3 Cc6 4.b4 dxe3 5.fxe3 Cxb4 6.d4 e5 7.a3 e4 8.Cfd2 Cd3+ 9.Axd3 exd3 10.0-0 Cf6 11.Db3 Ae7 12.Dxd3 0-0 13.Cc3 Ag4 14.Cf3 c5 15.Ab2 cxd4 16.exd4 Tc8 17.Cd1 Ah5 18.Ce3 Ag6 19.Db3 Te8 20.Ce5 Dc7 21.c5 Tcd8 22.Tac1 Af8 23.a4 Ae4 24.Tf4 Ad5 25.Cxd5 Txd5 26.Tcf1 Ted8 27.Txf6 gxf6 28.Txf6 Txe5 29.dxe5 Dxc5+ 30.Rh1 Dd5 31.Dg3+ Ag7 32.Tf1 Dc4 33.Df3 Td3 34.Df5 Td2 35.Ac1 Te2 36.Af4 Ta2 37.Td1 Dc7 38.Dg5 1-0
- Sándor Takács - Edgar Colle. Merano, 1924.

1.d4 d6 2.Cf3 Cf6 3.h3 g6 4.Af4 Ag7 5.Cbd2 c5 6.c3 Cc6 7.e3 0-0 8.Ae2 cxd4 9.exd4 Cd7 10.Cc4 b5 11.Ce3 Tb8 12.0-0 a5 13.Dd2 Cf6 14.d5 Ca7 15.Cd4 Db6 16.Af3 Ab7 17.Tad1 Tbc8 18.Tfe1 Tc7 19.Ce2 b4 20.c4 Cd7 21.Cd4 Cc5 22.Cef5 gxf5 23.Cxf5 e5 24.Cxg7 exf4 25.Dxf4 f6 26.Ce8 Tcf7 27.Ah5 Dd8 28.Axf7+ Txf7 29.Cxd6 Te7 30.Txe7 Dxe7 31.Cxb7 Cxb7 32.Db8+ Cd8 33.d6 Dd7 34.Dc7 Dxc7 35.dxc7 Ce6 36.Td8+ 1-0
- Ernst Grünfeld - Sándor Takács. Merano, 1924.

1.d4 Cf6 2.c4 g6 3.Cc3 Ag7 4.e4 d6 5.Cf3 Ag4 6.Ae2 0-0 7.Ae3 e5 8.d5 h6 9.h3 Ac8 10.g4 Cfd7 11.Dd2 Rh7 12.0-0-0 a5 13.Tdg1 Ca6 14.Ad3 Cdc5 15.Ab1 De7 16.Ce2 f5 17.exf5 gxf5 18.Cg3 e4 19.gxf5 Axf5 20.Cxf5 Txf5 21.Cd4 Tf7 22.Ce6 Tg8 23.Tg4 0-1
- Frederick Yates - Sándor Takács. Budapest, 1926.

1.e4 Cf6 2.e5 Cd5 3.c4 Cb6 4.d4 d6 5.exd6 cxd6 6.Ae3 g6 7.Cc3 Ag7 8.Dd2 Cc6 9.Cf3 Ag4 10.Ae2 0-0 11.b3 e5 12.dxe5 dxe5 13.Td1 Db8 14.Ac5 Td8 15.Ad6 Dc8 16.c5 Cd7 17.Cd5 Cf6 18.Cxe5 Axe2 19.Cxc6Cxd5 20.Cxd8 Ac3 21.Rxe2 Axd2 22.Txd2 Df5 0-1
- Sándor Takács - Victor Buerger. Hastings, 1928.

1.c4 Cf6 2.Cf3 e6 3.g3 d5 4.Ag2 Ae7 5.0-0 0-0 6.b3 c5 7.cxd5 Cxd5 8.Ab2 Cc6 9.d3 b6 10.Cbd2 Ab7 11.Cc4 Tc8 12.Dd2 Aa8 13.Ce3 Af6 14.Axf6 Cxf6 15.Cc4 De7 16.Cce5 Tfd8 17.Tac1 Cd7 18.Cxc6 Axc6 19.Tc2 h6 20.Tfc1 Ab7 21.De3 Cf6 22.Tc4 Cd5 23.De5 Aa6 24.Tg4 Cf6 25.Th4 Td5 26.Db2 g5 27.Ta4 Ab5 28.Txa7 Dxa7 29.Dxf6 Tf5 30.Dxh6 De7 31.Cd4 Te5 32.Cxb5 1-0
- Sándor Takács - Géza Maróczy. Rogaska Slatina, 1929.

1.c4 Cf6 2.Cf3 e6 3.g3 d5 4.Ag2 Ae7 5.0-0 0-0 6.b3 Cbd7 7.Ab2 Te8 8.d3 a5 9.a3 Af8 10.Dc2 c5 11.cxd5 exd5 12.d4 a4 13.bxa4 c4 14.Cc3 Cb6 15.Ce5 Ad7 16.e4 dxe4 17.Cxe4 Axa4 18.Db1 Cfd5 19.Tc1 Tc8 20.Af1 Ac6 21.Cxc6 Txc6 22.a4 Ab4 23.Aa3 Aa5 24.Ac5 f5 25.Db5 fxe4 26.Dxa5 e3 27.fxe3 Cxe3 28.Tab1 Cbd5 29.Dxd8 Txd8 30.Txb7 Cxf1 31.Txf1 Tc7 32.Txc7 Cxc7 33.Tc1 Ce6 34.Txc4 Tc8 35.a5 Cxd4 36.Txd4 Txc5 37.Ta4 Tc7 38.a6 Ta7 39.Rf2 Rf7 40.Re3 Re6 41.Rd4 Rd6 42.Rc4 Rc6 43.Ta2 Ta8 44.a7 h5 45.h3 Rb7 46.Rb5 1-0
- Sándor Takács - José Raúl Capablanca. Hastings, 1929.

1.c4 Cf6 2.Cc3 e6 3.b3 Ae7 4.Ab2 0-0 5.g3 d5 6.Ag2 c5 7.cxd5 Cxd5 8.Cf3 Cxc3 9.Axc3 Cc6 10.0-0 Ad7 11.Db1 Af6 12.Db2 Tc8 13.Tfd1 Axc3 14.dxc3 De7 15.Dd2 Tfd8 16.Dd6 Dxd6 17.Txd6 Ae8 18.Tad1 Txd6 19.Txd6 Td8 20.Txd8 Cxd8 ½-½
- Salo Landau - Sándor Takács. Torneig Viermeesterkamp, 1930.

1.d4 Cf6 2.c4 e6 3.Cf3 b6 4.g3 c6 5.Ag2 d5 6.0-0 Ae7 7.Cc3 0-0 8.Ce5 Aa6 9.Da4 Dc8 10.Ae3 Db7 11.Tfc1 b5 12.cxb5 cxb5 13.Db3 b4 14.Ca4 Axe2 15.Tc2 Ab5 16.Tac1 Ca6 17.Cc5 Cxc5 18.dxc5 a5 19.Ad4 Tfc8 20.De3 Ac6 21.f4 Af8 22.f5 exf5 23.Dg5 Ce4 24.Dxf5 Te8 25.Tf1 f6 26.Cxc6 Dxc6 27.Tf4 Ta7 28.Th4 g6 29.Df1 f5 30.g4 Ae7 31.Th3 fxg4 32.Te3 Ag5 33.Te1 Tae7 34.Dd3 h5 35.Tce2 Rh7 36.Db3 Cxc5 37.Txe7+ Txe7 38.Txe7+ Axe7 39.Dxd5 Dxd5 40.Axd5 Cd7 41.Rf2 Ad6 42.Ac6 Ce5 43.Ae4 Ac7 44.b3 Rh6 45.Ae3+ g5 46.Ac5 Cg6 47.Rg1 h4 48.a3 bxa3 49.Axa3 Ce5 50.Ab2 Cf3+ 51.Axf3 gxf3 52.h3 Ab6+ 53.Rf1 Rh5 54.Ae5 g4 55.hxg4+ Rxg4 56.Ad6 h3 57.Ae5 Ae3 0-1